# Comté de Wegefarth
Le comté de Wegefarth, en anglais : Wegefarth County, était un comté situé au nord de l'État du Texas aux États-Unis. Il est créé le 31 mai 1873, à partir des terres des comtés de Bexar et de Young. Le comté de Wegefarth était établi dans la partie sud-est de l'actuel Texas Panhandle. Il est baptisé en référence à Conrad Wegefarth (en),, prospecteur de pétrole.  Le comté de Wegefarth partageait des frontières avec le comté de Hardeman, le Territoire indien et avec le comté de Greer (en) qui était sujet à un conflit territorial entre le Texas et le gouvernement américain, ce dernier soutenant que le comté de Greer appartenait en fait au Territoire indien.
Le comté est supprimé le 19 novembre 1876, en vertu d'un acte législatif qui crée de nouveaux comtés dans le Panhandle et, plus largement, dans une grande partie de la région nord-ouest de l'État. Ses terres sont réparties entre les comtés de Briscoe, Childress, Collingsworth, Donley, Gray, Hall et Wheeler.